# Marco Aurélio Motta
Marco Aurélio Motta (ur. 13 maja 1960 w Rio de Janeiro) – brazylijski trener siatkarski.

## Sukcesy trenerskie

### klubowe
Mistrzostwo Brazylii:
- 1984
- 1986

Puchar Top Teams:
- 2005

Mistrzostwo Turcji:
- 2006, 2007
- 2018, 2019
- 2005

Puchar CEV:
- 2018[3]

Superpuchar Turcji:
- 2018, 2019, 2020[4]

Klubowe Mistrzostwa Świata:
- 2019
- 2018

Puchar Turcji:
- 2019[5]

### reprezentacyjne
Mistrzostwa Ameryki Południowej Juniorek:
- 1986

Mistrzostwa Świata Juniorek:
- 1987

Mistrzostwa Europy Juniorek:
- 1996
- 1994
- 1992

Mistrzostwa Ameryki Południowej:
- 2001, 2003

Puchar Świata:
- 2003

Liga Europejska:
- 2011

Mistrzostwa Europy:
- 2011

World Grand Prix:
- 2012